# どうもこうも

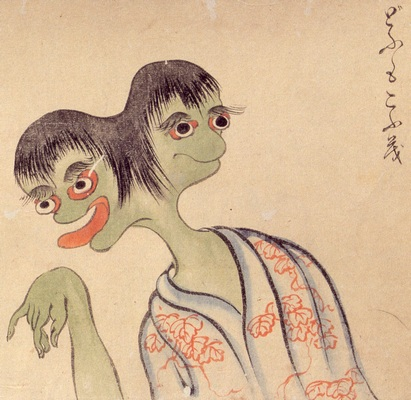
尾田郷澄『百鬼夜行絵巻』より「どうもこうも」

どうもこうもは、日本の妖怪絵巻に描かれている妖怪。旧仮名づかいではどふもこふも、とうもかうも、とうもこうもなど表記ゆれがある。また右も左も（どうもこうも）という表記も見られる。

## 概要
1つの体に2つの頭を持つ姿で描かれている。尾田郷澄『百鬼夜行絵巻』をはじめ、おなじく江戸時代に描かれた絵巻物『百物語化絵絵巻』（1780年）や『ばけ物つくし帖』、国際日本文化研究センター所蔵の『化物尽絵巻』、国立歴史民俗博物館所蔵の『化物絵巻』などいくつもの作品におなじものが描かれている。『化物絵巻』（国立歴史民俗博物館）では「右も左も」という漢字があてられている。
江戸時代の随筆『嬉遊笑覧』に引かれている古法眼元信による「化物絵」に描かれていたとされる妖怪の中には「とうもかうも」という名称が確認できる。どのようなことをする妖怪であるのかは絵巻物にも示されていないため詳細は不明である。

## 昔話における「どうも と こうも」
妖怪の「どうもこうも」との関係は不明だが、「どうもこうもならない」という言葉の由来になったとされる民間語源説を結末にもつ、医者同士が自分の技量を競う内容の昔話がある。妖怪の「どうもこうも」という名称の名づけの上で関係があったのではないかとも考えられており、平成以降の妖怪に関する書籍では関連情報として引用されることが多い。
昔「どうも」と「こうも」という名前の2人の医者がおり、ともに自分こそ日本一の名医と自慢していた。あるとき、2人はどちらが日本一の技量であるか勝負することになった。まず2人が腕を切り落とし、それを繋いでみせた。切った跡はまったく残らず、勝負はつかなかった。続いて互いの首を切って繋ぐことになった。あまりの大事に多くの見物人が集まる中、2人は代わりばんこに互いの首を切り落とし、元通りに繋ぎ合わせた。やはり一向に勝負はつかない。遂に2人は、代わりばんこではなく同時に首を切り、同時に繋ぐという勝負に出た。合図と共に互いの首を切り落とした。しかし2人同時に首を失ったので、繋ぐ者が誰もおらず2人とも死んでしまった。このことから何も出来ないことを「どうもこうもならない」と言うようになった。